# Christian Felber
Christian Felber (Salisburgo, 9 dicembre 1972) è uno scrittore e storico austriaco.
Lavora principalmente su temi economici e sociali. È anche membro fondatore del ramo austriaco di ATTAC e iniziatore della “Banca Democratica”. Inoltre ha coniato il termine “economia del bene comune” (Gemeinwohl-Ökonomie).

## Biografia
Felber ha studiato Filologia romanza e Spagnolo a Vienna e a Madrid, focalizzandosi su scienze politiche, psicologia e sociologia dei minori. Ha conseguito nel 1996 la laurea in Filologia Romanza. Da allora ha iniziato a lavorare come scrittore freelance.
Dal 2000 ha operato in Austria presso ATTAC: fino al 2003 è stato membro del consiglio di amministrazione e fino al 2004 referente per la stampa, attualmente è portavoce ufficiale. Nell'autunno del 2008 è diventato Lecturer presso la facoltà di economia dell'Università di Vienna.
Assieme a Frank Crüsemann, Ulrich Duchrow, Heino Falke, Kuno Füssel, Detlef Hensche, Siegfried Katterle, Arne Manzseschke, Silke Niemeyer, Franz Segbers, Ton Veerkamp e Karl Georg Zinn è stato tra i firmatari di "Pace con il capitale? Un appello contro l'adattamento della Chiesa Evangelica al potere dell'economia".
Nel 2009 ha cofondato il Movimento d'Austria e nel 2010 ha avviato il progetto Banca democratica. Con vari imprenditori ha sviluppato un modello di economia del benessere come alternativa teorica al mercato capitalista e all'economia pianificata.
Su iniziativa della rivista per lo sviluppo sostenibile Lifestyle, nel 2010 è stato nominato “Creatore sostenibile 2010”. Nello stesso anno l'associazione Public Relations Austria lo ha nominato comunicatore dell'anno 2010.
Nel tempo libero, dal 2004 Christian Felber è anche un ballerino contemporaneo e fra l'altro ha preso parte all'estate di danza di Graz, con Willi Dorner.

## Opere (una selezione)
- Die Gemeinwohl-Ökonomie – Das Wirtschaftsmodell der Zukunft, 2010, ISBN 978-3-552-06137-8
- L'economia del bene comune. Un modello economico che ha futuro, 2012, ISBN 978-88-481-2778-3, Tecniche Nuove
- L'Economie citoyenne – ou quand l'intérêt général s'invite dans le bilan des entreprises, Actes Sud, 2011, ISBN 978-2-7427-9698-4
- Kooperation statt Konkurrenz – 10 Schritte aus der Krise, 2009, ISBN 978-3-552-06111-8
- Als Herausgeber: Wir bauen Europa neu – Wer baut mit? Alternativen für eine demokratische, soziale, ökologische und friedliche EU, 2009, ISBN 978-3-701-73129-9
- Neue Werte für die Wirtschaft – Eine Alternative zu Kommunismus und Kapitalismus, 2008, ISBN 978-3-552-06072-2
- 50 Vorschläge für eine gerechtere Welt – Gegen Konzernmacht und Kapitalismus, 2006, ISBN 3-552-06032-4
- Das kritische EU-Buch – Warum wir ein anderes Europa brauchen, 2006, ISBN 3-552-06032-4
- Schwarzbuch Privatisierung – Wasser, Schulen, Krankenhäuser – was opfern wir dem freien Markt? (zusammen mit Michel Reimon), 2003, ISBN 38-000-399-66
- Von Fischen und Pfeilen – Poesie zum Anfassen, 1999, ISBN 3-85273-072-4